# Hebestatis lanthanus
Hebestatis lanthanus is een spinnensoort in de taxonomische indeling van de valdeurspinnen (Ctenizidae).
Het dier behoort tot het geslacht Hebestatis. De wetenschappelijke naam van de soort werd voor het eerst geldig gepubliceerd in 1988 door Carlos E. Valerio.